# Блэкмор, Стивен
Стивен Блэкмор (англ. Stephen Blackmore; род. 30 июля 1952) — английский ботаник.

## Биография
Начальное образование получил в школе Святого Георгия в Гонконге и в Университете Рединга, где в 1976 году защитил докторскую диссертацию по палинологии и систематике цикориевых. В 1976 году был избран членом Лондонского Линнеевского общества. Позднее работал на исследовательской станции Лондонского королевского общества на атолле Альдабра в Индийском океане, после чего был назначен преподавателем биологии и руководителем Национального гербария и ботанического сада в Университете Малави. В 1980 году был назначен заведующим отделом палинологии в Музее естественной истории в Лондоне, а с 1990 по 1999 год занимал там должность хранителя ботанических коллекций. В 1985 году вместе с Китом Фергюсоном организовал симпозиум Линнеевского общества «Pollen and Spores: Form and Function», а в 1990 году вместе с Сьюзан Барнс — симпозиум «Pollen and Spores: Patterns of Diversification». С 1999 года по 20 декабря 2013 года был 15-м Региусом-хранителем Королевского ботанического сада в Эдинбурге, а в 2010 году был назначен Королевским ботаником в Шотландии.
Блэкмор стал лауреатом трёх наград от Лондонского Линнеевского общества: медаль Трейл-Крисп в 1987 году; Медаль двухсолетия Линнеевского общества в 1992 году; и Медаль Линнея в 2012 году. Королевское каледонское садоводческое общество наградило его Шотландской медалью садоводства в 2008 году, а Королевское садоводческое общество вручило ему Почётную медаль Виктории в 2012 году.
В 2011 году был награждён почётным Орденом Британской империи за «заслуги в сохранении растений». В 2013 году Блэкмор был назначен председателем Экспертного комитета Дарвиновской инициативы, а с 2014 года также является председателем Международной организации по сохранению ботанических садов. С 1997 по 2022 год входил в состав правления Фонда Сейшельских островов.